# Heterolatzeliidae
Heterolatzeliidae – rodzina dwuparców z rzędu Chordeumatida i  nadrodziny Brannerioidea.
Dorosłe formy tych dwuparców mają ciało z 29 pleurotergitami, które wyposażone są dość małe, zaokrąglone lub spłaszczone grzbietowo kile boczne. Głowa ma parę pól ocznych wyposażonych w oczy proste. Gnathochilarium cechuje się obecnością przedbródka. Stopy odnóży par od trzeciej do siódmej wyposażone są w papille, ale pozbawione wyrostków. U samców biodra odnóży dziesiątej i jedenastej pary nie mają wyrostków, ale zaopatrzone są w gruczoły biodrowe. U samca przednia para gonopodów ma proste lub pazurkokształtne angiokoksyty, proste kolpokoksyty, grzebykowate wyrostki tylne i pozbawione jest takich struktur jak flagellum, graphia, cheirites czy psudocheirites. Tylną parę gonopodów samca wyróżniają szerokie koksyty kształtem przypominające chochlę.
Dwuparce te przechodzą w rozwoju pozazarodkowym teloanamorfozę. Kolejne stadia mają coraz większą liczbę pierścieni ciała i par odnóży, a od siódmego stadium występuje w zakresie liczby nóg dymorfizm płciowy.
Rodzina endemiczna dla Gór Dynarskich. Jej przedstawiciele znani są z nielicznych stanowisk na terenie Serbii, Czarnogóry, Bośni i Hercegowiny oraz chorwackiej Dalmacji. Najliczniej występują w wysokogórskich rejonach środkowej Bośni.
Takson ten wprowadzony został w 1897 roku przez Karla Wilhelma Verhoeffa. Dawniej umieszczany był w nadrodzinie Cleidogonoidea. Do Brannerioidea przeniósł je w 2000 roku William Shear na podstawie cech budowy tylnych gonopodów samców. Należą tu 3 gatunki z dwóch rodzajów:
- Heterolatzelia Verhoeff, 1897
  - Heterolatzelia durmitorensis Gulička, 1968
  - Heterolatzelia nivalis Verhoeff, 1897
- Massarilatzelia
  - Massarilatzelia dugopoljica Makarov et Rađa, 2011